# Manly, New South Wales
Manly är en förort till Sydney i Australien. Manly ligger 17 kilometer nordöst om Sydneys centrum och är administrativt centrum i det lokala området Manly Council. Området hade 13 949 invånare under 2017.
Till Circular Quay i Sydneys CBD finns en färjeförbindelse.
Manlys huvudgata kallas för "The Corso" och där finns det gatumusikanter längs gatorna samt många uteserveringar. På kvällarna brukar det vara ganska lugnt. Manly är populärt bland barnfamiljer och backpackers.

## Galleri

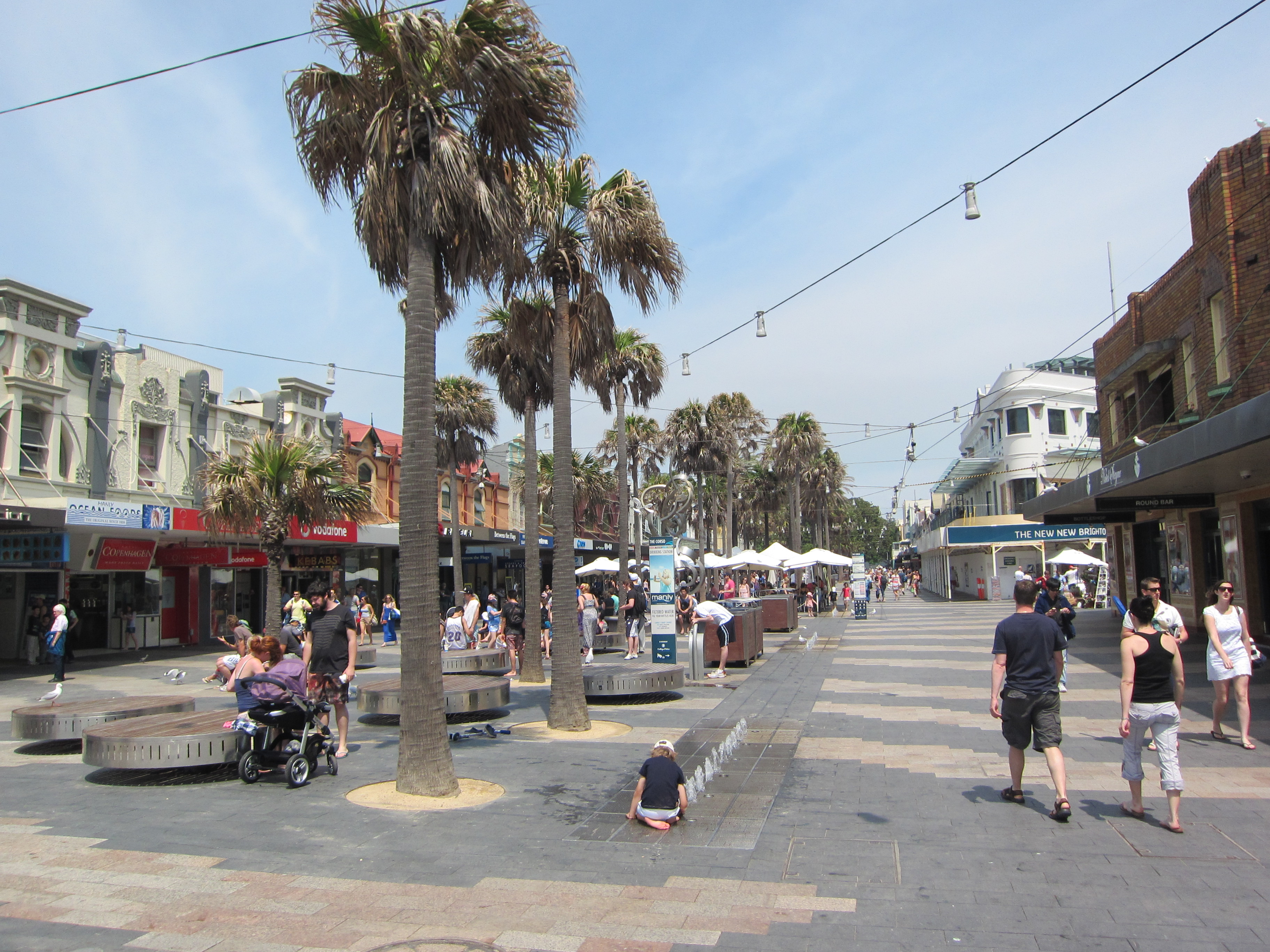
Huvudgatan The Corso
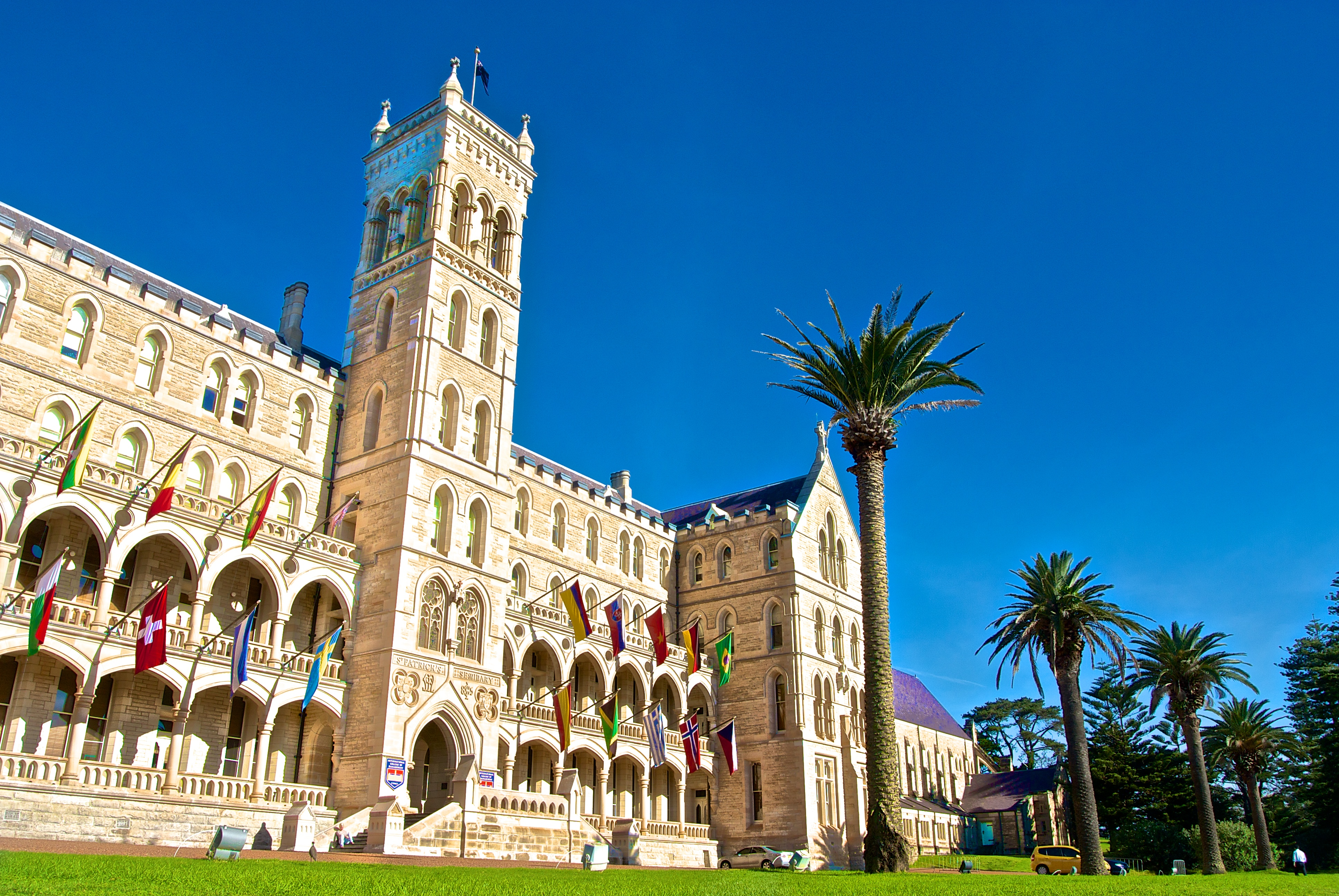
St. Patrick's Seminary, ursprungligen katolskt prästseminarium, sedan 1996 säte för International College of Management, Sydney
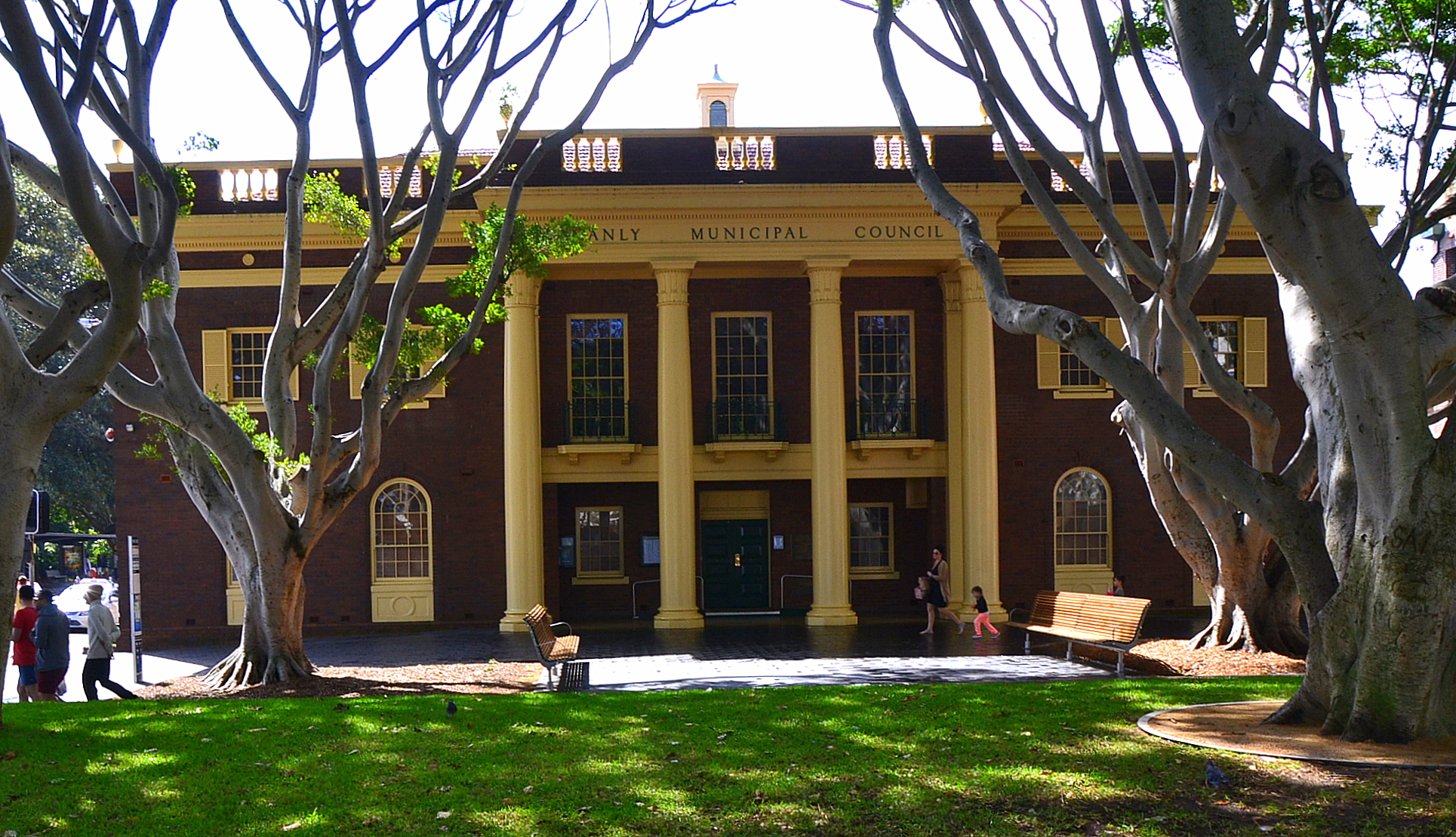
Manly Town Hall
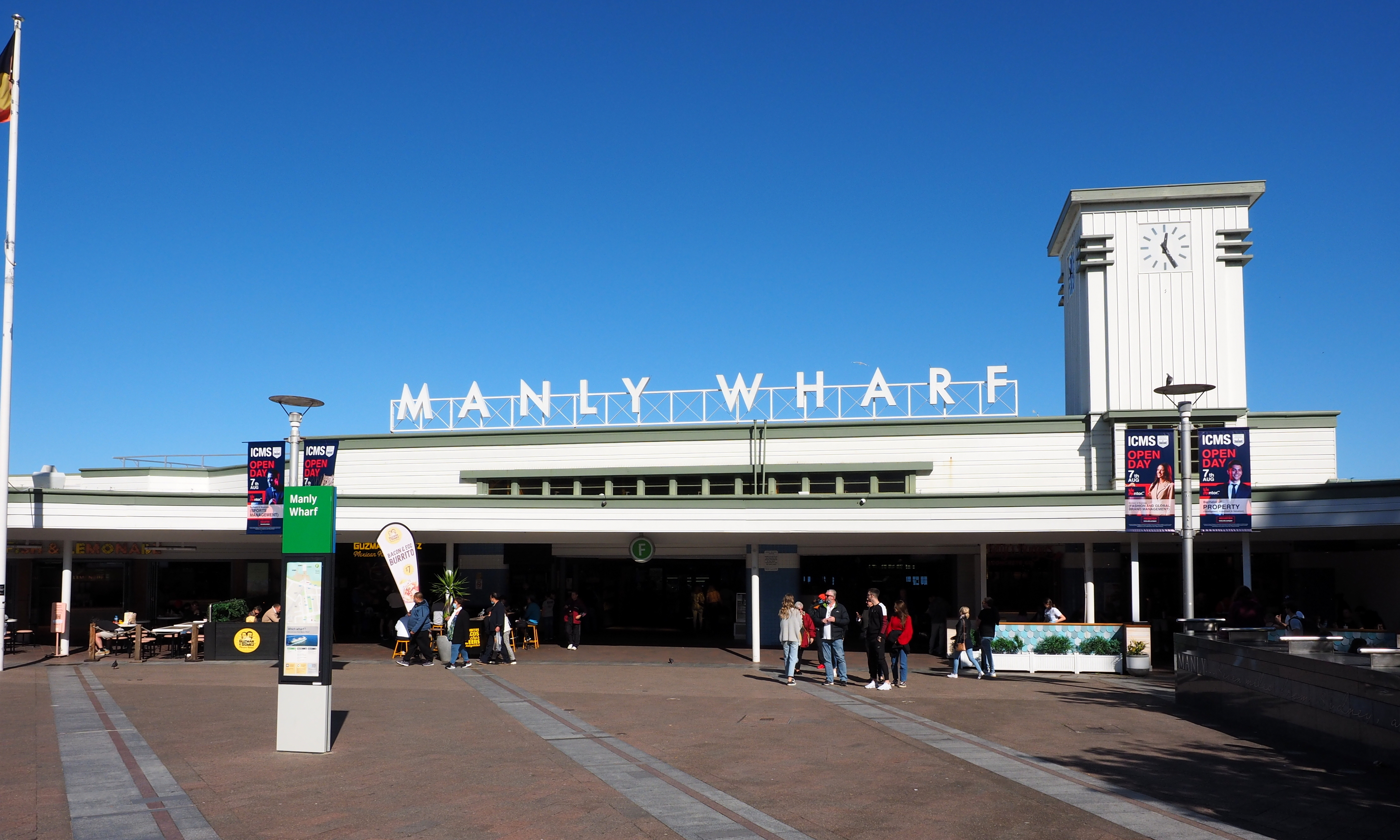
Manly Wharf, färjeterminal